# 満佐須計装束抄
満佐須計装束抄（雅亮装束抄）（まさすけしょうぞくしょう）は、平安時代末期に成立した仮名文の平安装束の有職故実書。作者は源雅亮。「満佐須計」の表記は「まさすけ」という仮名の字母を万葉仮名で表記したに過ぎない。

## 概要
鎌倉時代の『後照念院殿装束抄』には『雅抄』として引用があり、室町時代中期の『蛙鈔』には『徳大寺家装束抄』として引用がある。これらの内容はいずれも流布の3巻本に含まれている。特に後者には3巻本にもある亮行の裏書の引用も含まれている。

## 写本の系統
現在残っている写本には大きくわけて2つの系統がある。

### 3巻本（流布本）
江戸時代の元禄年間に一条家の命で『類聚雑要抄』（平安末期の故実書）を絵画化した際に、参考資料として東園基量が提示したことから流布した。巻頭の目録の後に大炊御門冬信の識語のある本を室町時代の応永年間に転写した写本の系統である。いずれも第三巻の女房装束の重ねの記事に共通の脱文を持つ。元禄年間に早くも複数の系統が成立していることが、多くの写本の奥書から知られ、貴重な資料として喜ばれた様子が見て取れる。

### 抄本
女房装束に関する記事（流布本巻一・巻三の一部）のみを抄出した異本が、有職文化研究所および宮内庁書陵部にある。明徳年間に高倉永行が写したものの転写本である。また、この異本の五衣の重ねを絵図化した絵巻が作られており、有職文化研究所などに室町時代の模本が残る。『曇花院殿装束抄』前半部は、この絵巻の内容を文字化したものである。

## 備考
江戸時代の元禄-正徳年間に活躍した公家で有職家の野宮定基は、源雅亮の著ということを疑っているが、積極的にこれを否定する理由は無い。内容をみても、平安後期以降「装束師」として装束の専門知識をもつ中級貴族が携わった、五節の童女や下仕の装束の記事がくわしいなど、雅亮の人物像に合っている。